# Menisporopsis ludoviciana
Menisporopsis ludoviciana är en svampart som först beskrevs av J.L. Crane & Schokn., och fick sitt nu gällande namn av P.M. Kirk & B. Sutton 1986. Menisporopsis ludoviciana ingår i släktet Menisporopsis och familjen Chaetosphaeriaceae.   Inga underarter finns listade i Catalogue of Life.